# Geminigeraceae
Famille
Les Geminigeraceae sont une famille d'algues de l'embranchement des Cryptista, de la classe des Cryptophyceae et de l’ordre des Pyrenomonadales.

## Étymologie
Le nom de la famille vient du genre type Geminigera, dérivé du latin gemini-, « frères jumeaux », et du suffixe latin -ger, « qui porte », littéralement « porteur de jumeaux », en référence à la présence inhabituelle de deux pyrénoïdes.

## Description
Le genre type Geminigera est composé de monades nageant librement, ovoïdes, biflagellées ; un sillon longitudinal s'étend vers l'arrière du vestibule et se transforme en un gosier en forme de sac bordé de nombreuses rangées d'éjectosomes ; un seul chloroplaste avec deux pyrénoïdes et un seul nucléomorphe ; le chloroplaste contenant la phycobiliprotéine Cr-phycoérythrine 545 et variant en couleur entre le rose terne et le rouge-brun ; associé à un périplaste stratifié.
La reproduction se fait par simple division cellulaire, la reproduction sexuée étant inconnue de même que la production de kystes inconnue, mais les cellules deviennent palmelloides dans des cultures très anciennes.
L'ultrastructure est légèrement inhabituelle en ce sens qu'il y a deux pyrénoïdes associés au seul chloroplaste.

## Distribution
Le genre Geminigera n'a d'abord été connu que de l'Antarctique et les basses températures semblent nécessaires à sa survie. Il est cependant extrêmement halotolérant, se trouvant à la fois dans les lacs hypersalins et dans l'eau de mer sous la banquise . En effet, il a été trouvé un peu partout dans les eaux lacustres et marines mondiales.

## Liste des genres
Selon AlgaeBase (4 septembre 2022) :
- Geminigera D.R.A.Hill, 1991   genre type
  - Espèce type : Geminigera cryophila Taylor et Lee, 1991
  - Basionyme : Cryptomonas cryophila Taylor et Lee, 1971
- Guillardia D.R.A.Hill & R.Wetherbee, 1990
- Hanusia J.A.Deane, D.R.A.Hill, S.J.Brett & G.I.McFadden, 1998
- Plagioselmis Butcher ex G.Novarino, I.A.N.Lucas & S.Morrall, 1994
- Proteomonas D.R.A.Hill & R.Wetherbee, 1986
- Teleaulax D.R.A.Hill, 1991
- Urgorri Laza-Martinez, 2012

## Systématique
Le nom correct complet (avec auteur) de ce taxon est Geminigeraceae B.L.Clay, P.Kugrens & R.E.Lee, 1999.

## Publication originale
- Clay, B.L., Kugrens P. & Lee, R.E. (1999).  A revised classification of Cryptophyta. Botanical Journal of the Linnean Society 131: 131-152.